# Hannie Schaftpark
Het Hannie Schaftpark is een park in de wijk Almere Stad in de buurt Tussen de Vaarten in Almere. 
Het park ligt aan de zuidzijde van de Leeghwaterplas, ten noorden van de Vrijheidsdreef. Aan de oostzijde ligt het Bos der Onverzettelijken. Naast bosvakken zijn er ook open gedeeltes. In het gebied lopen pinken van de Stadsboerderij op De Kemphaan. Het park is genoemd naar verzetsheld Hannie Schaft.
Beatrixpark ·
Beginbos ·
Bos der Onverzettelijken ·
Cascadepark ·
Den Uylpark ·
Ebenezer Howardpark ·
Hannie Schaftpark ·
Homeruspark ·
Stadslandgoed de Kemphaan ·
Kromslootpark ·
Lage Vaartoever ·
Laterna Magikapark ·
Leeghwaterplas ·
Lumièrepark ·
Meridiaanpark ·
Muzenpark ·
Noorderleede Oever ·
Oostelijke Groene Wig ·
Overgooische Zoom ·
Polderpark ·
Vroege Vogelbos ·
Westelijke Groene Wig